# Thaining
Thaining è un comune tedesco di 933 abitanti, situato nel land della Baviera.